# Agrilus bispinosus
Agrilus bispinosus é uma espécie de inseto do género Agrilus, família Buprestidae, ordem Coleoptera.
Foi descrita cientificamente por Carter, 1924.